# Urban Dogs
Urban Dogs est un groupe britannique de punk rock, originaire de Londres, en Angleterre. Urban Dogs est un supergroupe formé de membres de UK Subs, Fallen Angels et Vibrators, fondé en 1982 et actif jusq'uen 1986. Le groupe se reforme la fin des années 1990.

## Histoire

### Première période
Urban Dogs est formé en 1982 par le chanteur des UK Subs Charlie Harper, qui voulait jouer au 100 Club, mais ne parvenait pas à faire en sorte que son propre groupe s'y produise aussi souvent qu'il le souhaitait. La formation initiale se compose de Harper, du bassiste des UK Subs Alvin Gibbs, du guitariste Knox (Ian Carnochan) des Vibrators et du batteur Matthew Best. Leur style musical mêle punk rock, street punk, glam-punk et oi!. Ils jouent ensuite très souvent au 100 Club.
Sous la direction du manager Richard Bishop, ils enregistrent l'album Urban Dogs en 1983, un disque qui se hisse 7e dans les charts indépendants britanniques. Le disque contient à la fois des compositions et des reprises, entre autres de chansons de UK Subs, Vibrators, Iggy Pop et New York Dolls. Après l'enregistrement, le groupe part en tournée en Angleterre.
En 1985, Urban Dogs enregistre son deuxième album, No Pedigree, avec des succès tels que Wanna World et The Word et des reprises, par exemple, de Children of the Revolution de T.Rex. Le premier album était d'une esthétique intégralement punk, alors que No Pedigree possède des arrangements plus complexes avec des chanteuses engagées et Anthony Whistlewaite des Waterboys au saxophone.
Le dernier concert du groupe au 100 Club est un véritable désastre. plusieurs batteurs ivres se succèdent jusqu'à Wattie d'Exploited qui assure la dernière partie du spectacle. Malgré ce concert catastrophique, Urban Dogs est désormais au sommet de sa grandeur et s'approchait d'une percée internationale. Mais Best quitte le groupe pour jouer avec Psychic TV et Alvin Gibbs pour le groupe d'Iggy Pop.

### Seconde période
Après 12 ans de divers projets et groupes musicaux (UK Subs et Vibrators restent actifs depuis leur fondation), les membres originaux d'Urban Dogs se sont réunis en 1998 pour enregistrer un troisième album, Wipeout Beach, avec des chansons inédites pour la plupart.
Le groupe sort ensuite deux albums, Bonefield en 2012, puis Attack en 2016.

## Membres
- Charlie Harper – chant, harmonica
- Knox - guitare
- Alvin Gibbs – basse
- Matthew Best – batterie

## Discographie

### Albums studio
- 1983 : Urban Dogs
- 1985 : No Pedigree
- 1998 : Wipeout Beach
- 2012 : Bonefield
- 2016 : Attack

### EP
- 1982 : New Barbarians

### Singles
- 1983 : Limo Life
- 1999 : (We Don't Want No) Dome
- 2014 : Rebellion Song
- 2016 : Trick or Treat